# Cossypha humeralis
La cosifa gorgiblanca (Cossypha humeralis) es una especie de ave paseriforme de la familia Muscicapidae propia del África austral.

## Distribución geográfica y hábitat
Se encuentra en Botsuana, Mozambique, Sudáfrica, Suazilandia y Zimbabue. Sus hábitats naturales son las sabanas o los matorrales subtropicales o tropicales.